# Verdens største nationalpark
|  | Denne artikel er oprettet af botten PalnaBot ud fra en ekstern database. Den kan derfor have sproglige fejl eller mangler. Denne skabelon kan fjernes efter kontrol af indholdet. |

Verdens største nationalpark er en naturfilm fra 1991 instrueret af Tue Ritzau efter manuskript af Tue Ritzau.

## Handling
Naturfilm fra Grønland, hvor planter og dyr har fået lov til at være i fred på et område, der er meget større end Danmark. Gennem flere årstider følger filmen det rige natur- og dyreliv i området, som er meget besøgt af videnskabsmænd og meteorologer fra hele verden.